# Sordariaceae
Sordariaceae G. Winter – rodzina workowców należąca do rzędu Sordariales, której typem nomenklatorycznym jest Sordaria.

## Systematyka
Pozycja w klasyfikacji według Index Fungorum: Sordariaceae, Sordariales, Sordariomycetidae, Sordariomycetes, Pezizomycotina, Ascomycota, Fungi.
Rodzinę Sordariaceae utworzył Heinrich Georg Winter w pierwszym tomie drugiej edycji „Rabenhorst's Kryptogamen-Flora” z 1884 r.
Rodzina ta jest zaliczana według kodeksu Index Fungorum do klasy Sordariomycetes. Należą do niej następujące rodzaje:
- Boothiella Lodhi & Mirza 1962
- Cainiella E. Müll. 1957
- Guilliermondia Boud. 1904
- Neodictyosporium Tennakoon, C.H. Kuo & K.D. Hyde 2021
- Neurospora Shear & B.O. Dodge 1927
- Pseudoneurospora Dania García et al. 2004
- Sordaria Ces. & De Not. 1863[2].